# Ararat (Armenia)
Ararat (orm. Արարատ) – dawniej Davalu – miasto w Armenii, w prowincji Ararat ok. 42 km na południowy wschód od Erywania. Według danych szacunkowych na rok 2022 liczy 20 400 mieszkańców. Ośrodek przemysłu materiałów budowlanych, górnictwa złota. Założone w 1929.